# 訃報 1997年4月
訃報 1997年4月（ふほう 1997ねん4がつ）では、1997年（平成9年）4月中に物故した、又は物故が報じられた人物についてまとめる。

## （1日 - 15日）

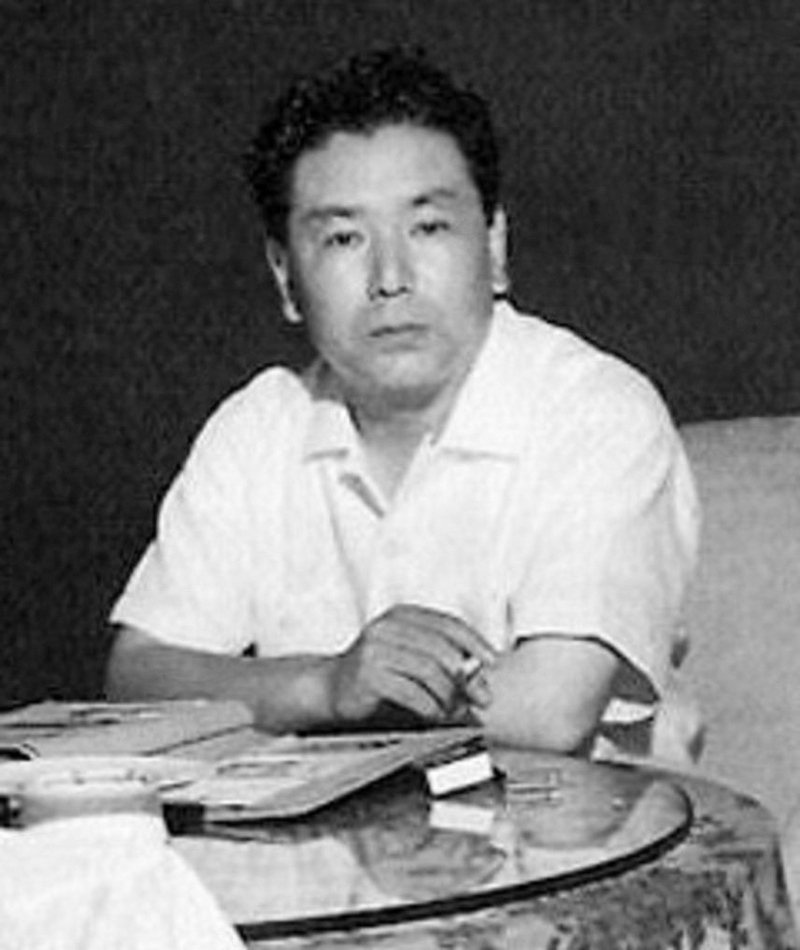
田中友幸 / 4月2日没

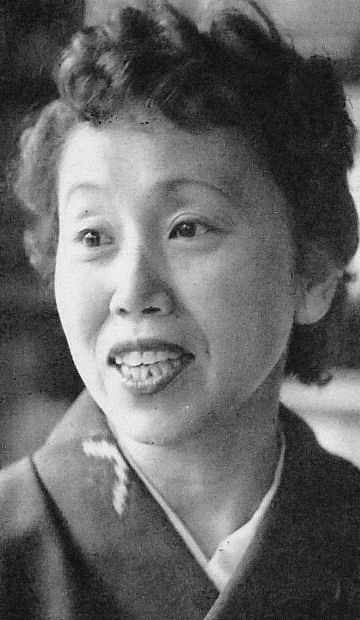
杉村春子 / 4月4日没

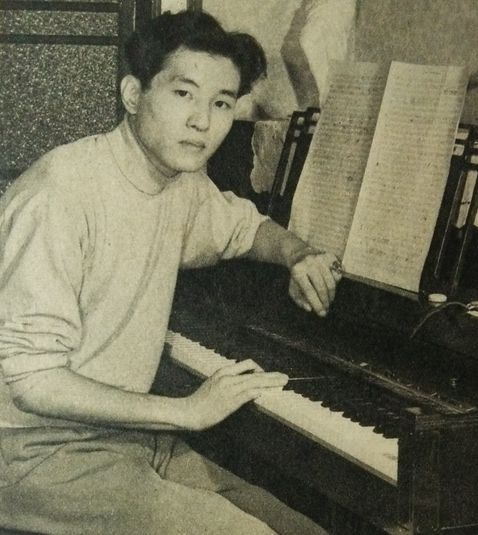
黛敏郎 / 4月10日没

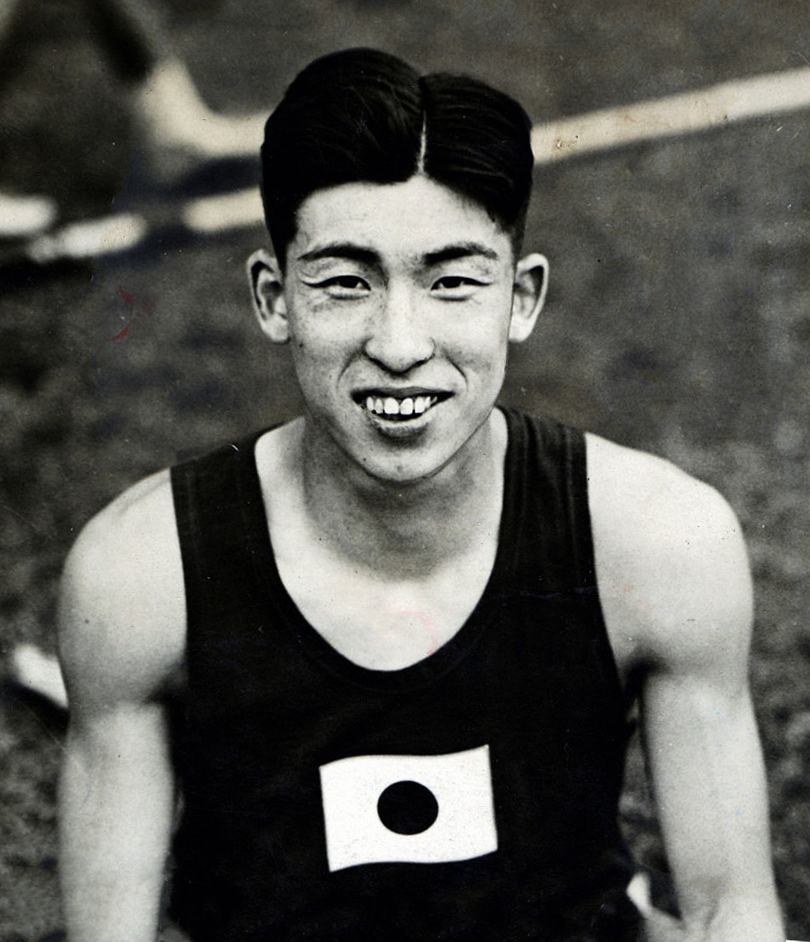
西田修平 / 4月13日没

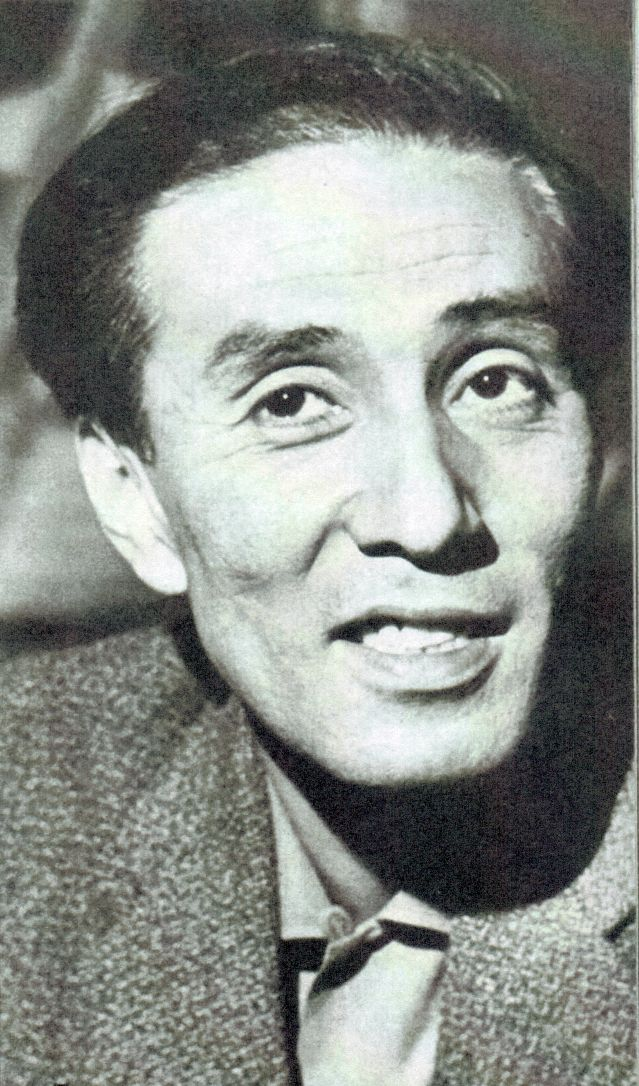
西村晃 / 4月15日没

- 4月2日 - 田中友幸、映画プロデューサー、東宝映画代表取締役相談役（* 1910年）
- 4月3日 - 嶋中鵬二、中央公論社社長（* 1923年）
- 4月4日 - 杉村春子、女優（* 1906年）
- 4月5日 - 磯村英一、社会学者（* 1903年）
- 4月7日 - 湯木貞一、料亭「吉兆」の創業者（* 1901年）
- 4月8日 - 方倉陽二、漫画家（* 1949年）
- 4月10日 - 黛敏郎、作曲家（* 1929年）
- 4月10日 - 大津あきら、作詞家（* 1950年）
- 4月11日 - 王小波、小説家（* 1952年）[1]
- 4月13日 - 西田修平、陸上競技選手（* 1910年）
- 4月15日 - 西村晃、俳優（* 1923年）

## （16日 - 30日）

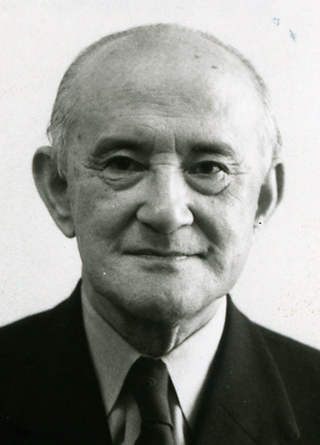
脇村義太郎 / 4月17日没

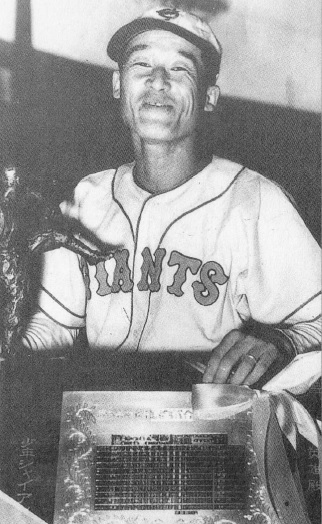
藤本英雄 / 4月26日没

- 4月17日 - 脇村義太郎、経済学者（* 1900年）
- 4月18日/4月19日 - 白暁燕、台湾の女性アイドル（* 1980年）
- 4月19日 - 安藤しげき、漫画家（* 1953年）
- 4月22日 - 小沼宏至、剣道家（* 1927年）
- 4月25日 - バーナード・ヴォネガット、気象学者（* 1914年）
- 4月26日 - 藤本英雄、元プロ野球選手（* 1918年）
- 4月26日 - 金原二郎、司会者・元日本テレビアナウンサー（* 1932年）
- 4月28日 - 藤井貞夫、松下電工代表取締役相談役（* 1920年）